# Diplobodes floridus
Diplobodes floridus är en kvalsterart som beskrevs av Sandór Mahunka 1978. Diplobodes floridus ingår i släktet Diplobodes och familjen Carabodidae. Inga underarter finns listade i Catalogue of Life.